# ECL

Typowa bramka ECL

ECL (ang. Emitter Coupled Logic) – typ bipolarnych cyfrowych układów scalonych, charakteryzujący się pracą tranzystorów wyłącznie w liniowym zakresie pracy, bez wchodzenia w stan zatkania lub nasycenia. Osiągnięte to zostało przez połączenie tranzystorów w układy wzmacniaczy różnicowych (we wzmacniaczu różnicowym tranzystory są połączone emiterami, stąd nazwa typu).
W innej serii bipolarnych cyfrowych układów scalonych – TTL – przełączanie stanów logicznych związane jest z przechodzeniem tranzystorów ze stanu nasycenia do zatkania i odwrotnie. Wyjście tranzystora ze stanu nasycenia bądź zatkania trwa stosunkowo długo, natomiast dzięki pracy tranzystorów ECL tylko w liniowym zakresie charakterystyki, seria ta jest bardzo szybka. Pierwsze układy tego typu (seria 10k) miały czasy propagacji rzędu kilku ns (nanosekund), o rząd wielkości szybciej niż ówczesne układy TTL. Dzisiejsze układy ECL mają czasy propagacji rządu setek, a nawet dziesiątek ps (pikosekund).
Wadą układów ECL jest natomiast duży pobór mocy i niewielki margines zakłóceń – wysoki poziom logiczny jest odległy od niskiego zaledwie o kilkaset mV (miliwoltów).